# Lothar Branzke
Lothar Branzke (* 1931 in Berlin; † 28. Juni 1987 ebenda) war ein deutscher Sportjournalist aus der DDR.

## Leben
Branzke wurde 1948 nach seinem Abitur Redaktionsmitglied bei der Berliner Zeitung. Schon als Jugendlicher war er in seinem Verein SG Semper Berlin in der Abteilung Radsport in der Organisation von Radrennen tätig. In seiner Zeit als Redakteur wurde er Leiter der Abteilung Sport und engagierte sich stark für das Rennen Rund um Berlin, das später u. a. dank seiner Initiative als Großer Preis der Berliner Zeitung ausgetragen wurde. Zu seinen journalistischen Schwerpunkten zählten neben Berichten über den Radsport das Boxen (er veröffentlichte eine Artikelserie über Joe Louis) und das Eiskunstlaufen. Branzke berichtete zu diesen Sportarten von vielen Weltmeisterschaften und anderen sportlichen Höhepunkten in der Berliner Zeitung, im Deutschen Sportecho, in der Jungen Welt und in den Radsport-Fachzeitschriften der DDR. 1962 wurde er verantwortlicher Redakteur in der Zeitschrift Der Radsportler (ab 1968 als freischaffender Journalist) und blieb in dieser Verantwortung bis 1981.
Parallel war er in dieser Zeit Pressechef der Rennen auf der Bahn der Werner-Seelenbinder-Halle in Berlin.

## Veröffentlichungen
Branzke verfasste u. a. Bücher über die Internationale Friedensfahrt (zum Teil mit anderen Autoren wie Egon Lemke):
- Friedensfahrt. Sportverlag, Berlin, 1962
- Etappengeflüster. Sportverlag, Berlin, 1956

sowie:
- Grundschule des Radsports, Berlin, 1964